# Duilio Galfetti
Pour les articles homonymes, voir Galfetti.
Duilio Massimiliano Galfetti, né à Morbio Inferiore, est un violoniste et mandoliniste suisse, membre de l'ensemble Il Giardino Armonico de Milan et premier violon de l'ensemble I Barocchisti dirigé par Diego Fasolis.

## Biographie
Duilio Galfetti se consacre à la musique du XVIIe siècle en étudiant d'abord la mandoline et plus tard le violon. Il obtient son diplôme au conservatoire «Dreilinden» de Lucerne, dans la classe de Gunars Larsens et Rudolf Baumgartner en 1989, puis initie une longue collaboration avec l’ensemble baroque milanais Il Giardino Armonico, formation avec laquelle il approfondit l'étude de la musique exécutée sur des instruments historiques et se produit, notamment au Festival van Vlaanderen et au Festival de Lucerne. Il suit également des cours avec Ugo Orlandi et Giuseppe Anedda.
Il est le premier violon de l'ensemble baroque I Barocchisti, fondé par Diego Fasolis, qui travaille en étroite collaboration avec l'orchestre et le chœur de la Radiotelevisione svizzera di lingua italiana et avec lequel il participe à de nombreuses productions discographiques et concertistes,.

## Discographie
- Le quattro stagioni. Vivaldi ; Duilio Galfetti, I Barocchisti, Diego Fasolis (2003, Claves Records)[5]
- Concerti per violino III. Il ballo ; Duilio Galfetti, I Barocchisti, Diego Fasolis (2009, Naïve)[5]
- Concerti per mandolini e liuto, Vivaldi, Il Giardino Armonico - Giovanni Antonini, direction - Enrico Onofri, violon - Duilio Galfetti et Wolfgang Paul, mandolines - Luca Pianca, luth (Teldec)